# ウィリアム・ウィルドマン・キャンベル
ウィリアム・ウィルドマン・キャンベル（William Wildman Campbell, 1853年4月2日 – 1927年8月13日）は、アメリカ合衆国の政治家。オハイオ州選出アメリカ合衆国下院議員。共和党所属。
バーモント州ロチェスターにて誕生した。公立学校で学んだ後、バーモント州バリのゴダード大学とマサチューセッツ州メドフォードのタフツ大学に進んだ。法律を学び、1878年に弁護士認可を受けてオハイオ州ナポレオンで開業弁護士となった。その後、オハイオ州ヘンリー郡において1893年から1896年まで検察官を務めた。
キャンベルは第59議会（1905年3月4日 - 1907年3月3日）に共和党から当選した。1906年に第60議会への再選を目指すも落選、1908年の第61議会を目指した出馬でも落選した。その後、オハイオ州ナポレオンで開業弁護士を再開した。1911年と1912年の州憲法制定会議に委員として参加している。1927年8月13日にオハイオ州ナポレオンで死去した。遺体はフォレストヒル墓地に埋葬された。